# The Aquabats
The Aquabats est un groupe américain de pop punk, originaire de Walnut Creek, en Californie.

## Histoire
Les Aquabats sont formés en 1994 à Huntington Beach, dans le sud de la Californie. Au début de sa carrière, le groupe jouait un mélange de ska et de surf-rock. Au fil des années (surtout après leur deuxième album), ils se sont toutefois de plus en plus éloignés du ska. Les cuivres, en particulier, sont remplacés par des synthétiseurs, le groupe commençant à expérimenter de plus en plus avec la musique électronique.
En 1996, le groupe sort son premier album intitulé The Return of the Aquabats! En 1997, il est suivi par The Fury of the Aquabats!. Avec leur troisième album The Aquabats vs. The Floating Eye of Death (1999), le style musical du groupe évolue progressivement vers la new wave avec des éléments de rock 'n' roll et de ska, sur fond de musique de synthétiseur.
En 2000 est sortie la compilation d'albums Myths, Legends and Other Amazing Adventures Vol. 2, qui comprend des chansons plus anciennes non encore publiées, ou des chansons écrites pendant la période de création de The Aquabats vs. the Floating Eye of Death ! and Other Amazing Adventures Vol. 1, mais qui ne sont pas utilisées pour celui-ci. Entre 2000 et 2003, l'avenir des Aquabats est incertain en raison de la diminution du nombre de membres du groupe et de la perte du contrat d'enregistrement. Ce n'est qu'à partir de 2003 que le groupe est à nouveau actif avec de nouveaux membres et une nouvelle orientation.
En 2005, leur album Charge!! sort sur leur nouveau label Nitro Records. L'album constate une nouvelle évolution musicale, qui s'oriente plus que jamais vers l'electroclash et le pop punk.
Alors que l'album Kooky Spooky...In Stereo est initialement prévu pour une sortie le 20 juin 2020, des retards de fabrication résultant de la pandémie de Covid-19 ainsi que des tensions politiques liées aux manifestations de George Floyd qui ont débuté fin mai 2020 poussent le groupe à reporter la sortie de l'album. Le groupe confirme une nouvelle date de sortie numérique, le 21 août 2020.

## Discographie

### Albums studio
- 1996 : The Return of the Aquabats
- 1997 : The Fury of the Aquabats! (172e place du Billboard 200[3])
- 1999 : The Aquabats vs. the Floating Eye of Death! and Other Amazing Adventures Vol. 1
- 2000 : Myths, Legends and Other Amazing Adventures Vol. 2
- 2005 : Charge!!
- 2011 : Hi-Five Soup!
- 2019 : The Aquabats! Super Show! Television Soundtrack: Volume One
- 2020 : Kooky Spooky In Stereo

### EP
- 2004 : Yo, Check Out this Ride!
- 2010 : Radio Down!